# فرشته‌ماهی نیمه‌شب
فرشته‌ماهی نیمه‌شب (نام علمی: Centropyge nox) نام یک گونه از سرده فرشته‌ماهی‌های کوتوله است.